# 琳達·里辛
琳達·里辛（英語：Linda Rising），美國作家、講師、獨立顧問，同時也是 The Hillside Group

的營運長（COO）。琳達被譽為「將設計模式方法移作企業轉型之用」的關鍵人物

，也在《架構師應該知道的97件事》（97 Things Every Software Architect Should Know） 一書裡有所貢獻，該書編輯為凱夫琳·尼克尼（Kevlin Henney），由歐萊禮（O´Reilly）於2009年出版 (ISBN 059652269X)。

## 大學教育
琳達在1964年取得堪薩斯大學化學學士學位，1984年取得南伊利諾大學計算機科學碩士學位，1987年取得西南密蘇里州立大學數學碩士學位。1992年獲得亞利桑那州立大學計算機科學博士學位，她的論文《Information hiding metrics for modular programming languages》便與物件導向設計指標有關

。

## 教學生涯
1977到1984年間，琳達在美國中西部的許多大學擔任數學與計算機科學講師。1984年到1987年間，則於印第安那大學–普渡大學韋恩堡分校擔任助理教授

。

## 事業版圖：產業、諮詢、寫作
琳達所服務的產業包含了電信業、航空電子、戰術武器系統

。
受到克里斯托佛·亞歷山大（Christopher Alexander）的《建築設計模式語言》（A Pattern Language）一書以及「四人幫」（英語，Gang of Four，簡稱GoF）的軟體設計模式相關作品啟發，琳達讓「設計模式」使用範疇擴充應用於幫助組織轉型。她的作品和講座主題涵蓋了設計模式（pattern）、回顧會議（retrospectives）、敏捷開發（agile development）、轉型程序（change process）
，
讓她成為世界知名的講者

。
琳達自2010年起，擔任IEEE軟體（IEEE Software）雜誌《洞察力》系列的編輯。

此外，她參考西元2000年之前設計模式的相關書籍及會議出版品，編列出《模式年鑑2000》（The Pattern Almanac 200）一書

，書中她將所有設計模式按名稱排列並加以分類，且在每一個設計模式的簡介中詳細列出其所引用的書籍、期刊或連結網址，供讀者日後參考

。
《模式年鑑2000》已被視為現有設計模式的參考百科

，也被當作進一步研究的基準點

。由琳達編列的設計模式索引被視為「建立完備設計模式資料庫的重要起點」

。
琳達與Norman S. Janoff發表的The scrum software development process for small teams論文，也是首篇將scrum這個開發流程拿來在真實環境中測試研究的出版論文。Scrum，指的是小型團隊所使用的開發流程，流程包含了一系列的衝刺（sprints），每個衝刺的執行時間通常是一到四週

。
論文中指出「透過開發軟體時會有的繁複迭代及時間醞釀，非階層式團隊能更有效率地工作。」並且「由於成功與失敗都共同承擔，團隊也從中獲得了成長。」

。
琳達亦是《通訊軟體中的設計模式》(Design Patterns in Communication Software) 一書的編輯，此書於2001年出版，匯集了各種設計模式概要。本書的撰稿人還有來自設計模式社群的專家，如吉姆·科普里（James O. Coplien）與道格拉斯·西·施密特（Douglas C. Schmidt）

。
琳達還與瑪莉·林恩·曼斯（Mary Lynn Manns）合著《擁抱變革：從優秀走向卓越的48個組織轉型模式》( Fearless Change: Patterns for Introducing New Ideas)一書，該書於2004年付梓

。
琳達擔任過數場年會的主題講者，包括「2007敏捷年會」（演講主題：「敏捷執行者都是軟體開發的倭黑猩猩嗎？」*1）

、「2009 OOP 年會」（演講主題：「你相信誰？」*2）

、「2010 Agile testing days Berlin年會」（演講主題：「騙局和判斷：我們是如何愚弄了自己。」*3）

、「2014 GOTO Amsterdam年會」（演講主題：「科技？還是故事？」*4）

、「2014 新加坡敏捷年會」（演講主題：「敏捷思維的力量」*5）

、「2016 European Testing Conference in Bukarest年會」（演講主題：「敏捷思維」*6）

、「2019 台灣敏捷高峰會」（演講主題：「組織變革的迷思和模式」*7）

她的著作啟發了不少敏捷社群的人，像是Steve Adolph和Paul Bramble，後者更協同阿莉斯塔爾·考克伯恩（Alistair Cockburn）與Andy Pols更進一步擴充琳達所使用的模式

。
琳達現居於亞利桑那州的鳳凰城。
```
*1 "Are agilists the bonobos of software development?"
*2 "Who Do You Trust?"
*3 "Deception and Estimation: How we fool ourselves"
*4 "Science or Stories?"
*5 "The Power of an Agile mindset"
*6 "The Agile Mindset"
*7 "Myths and Patterns of Organizational Change"
```

## 著作
- Mary Lynn Manns, Linda Rising: Fearless Change: Patterns for Introducing New Ideas, Addison-Wesley, 2004, ISBN 978-0-201-74157-5 - cited ca. 60 times
- Linda Rising (Editor), Douglas C. Schmidt (Foreword): Design Patterns in Communication Software, Cambridge University Press, 2001, ISBN 978-0-521-79040-6 - abstract - cited ca. 50 times （页面存档备份，存于）
- Linda Rising: The Pattern Almanac 2000, Addison Wesley, 2000, ISBN 978-0-201-61567-8 - cited ca. 30 times
- Linda Rising: The Patterns Handbook: Techniques, Strategies, and Applications, SIGS Reference Library, Cambridge University Press, 1998, ISBN 978-0-521-64818-9
- Linda Rising: Patterns Handbook: Best Practices, Cambridge University Press, 1997, ISBN 1-884842-59-3 - cited ca. 25 times （页面存档备份，存于）
- Linda Sue Rising: Information hiding metrics for modular programming languages, Doctoral Dissertation, Arizona State University, 1992
- 开放图书馆中琳達·里辛的著作

## 外部連結
- Homepage （页面存档备份，存于）
- Linda Rising, speaker at QCon
- Linda Rising （页面存档备份，存于）, author overview at InfoQ
- Interview on Coding By Numbers Podcast